# Dirty Laundry (Carrie Underwood)
Dirty Laundry è un singolo della cantante statunitense Carrie Underwood, pubblicato il 5 settembre 2016 come quarto estratto dal quinto album in studio Storyteller.

## Descrizione
Il brano è stato scritto da Zach Crowell, Brett James e Hillary Lindsey, e prodotto da Jay Joyce. È composto in chiave di Si bemolle minore ed ha un tempo di 100 battiti per minuto. Riguardo alla canzone, Carrie Underwood ha affermato «è un'interpretazione classica dell'infedeltà, con il rossetto sul colletto e il vino rosso, e ci sono tutti questi segni rivelatori che era con un'altra donna, mostrati sui suoi panni sporchi. Ma è anche come se li lasciasse all'aperto per farlo sapere al mondo intero».

## Accoglienza
Dirty Laundry è stata accolta positivamente da parte della critica specializzata. The Taste of Country ha paragonato la produzione del brano a quella del disco della cantante Blown Away. AXS l'ha definito uno dei singoli «più audaci e avventurosi» della carriera di Carrie Underwood, confrontandolo a Blown Away e Two Black Cadillacs.

## Video musicale
Il videoclip, diretto da Shane Drake, è stato reso disponibile il 13 ottobre 2016.

## Esibizioni dal vivo
Carrie Underwood si è esibita con Dirty Laundry per la prima volta all'iHeartRadio Theater, durante un concerto tenutosi in occasione della pubblicazione dell'album Storyteller. L'ha poi presentata al The Ellen DeGeneres Show il 16 settembre 2016 e ai CMA Awards dello stesso anno, accompagnata da una band tutta al femminile.

## Tracce
1. Dirty Laundry – 3:25

## Successo commerciale
Nella settimana del 3 dicembre 2016 Dirty Laundry è salita dall'11ª alla 10ª posizione sia nella Hot Country Songs sia nella Country Airplay, entrambe redatte dalla rivista Billboard, grazie ad un'audience radiofonica pari a 26,8 milioni di ascoltatori, diventando la venticinquesima top ten consecutiva di Carrie Underwood ed espandendo così il suo record come artista ad averne accumulato il maggior numero nelle due classifiche in modo ininterrotto dall'inizio della carriera.

## Classifiche
| Classifica (2016-17) | Posizione massima |
| -------------------- | ----------------- |
| Canada               | 71                |
| Stati Uniti          | 48                |